# غيورغيوس فوتاكيس
غيورغيوس فوتاكيس (باليونانية: Γιώργος Φωτάκης)‏ (29 أكتوبر 1981 في كالاماتا، اليونان) لاعب كرة قدم يوناني يجيد اللعب في مركز الوسط المهاجم ويلعب حاليا في نادي باوك اليوناني منذ 2009.

## مسيرته الكروية
لعب غيورغيوس فوتاكيس خلال مسيرته الاحترافية مع 10 أندية في اثنين وعشرين موسمًا وسجل خلالها 35 هدفًا ضمن 395 مباراة. حيث فاز في موسم واحد بالكأس ولم يفز بأي دوري.
خاض غيورغيوس فوتاكيس مسيرته مع Athens Kallithea F.C. ‏ في موسم 1999–00 لمدة موسم واحد، مشاركًا في 8 مباريات ولم يسجل أي هدف. ثم انتقل إلى نادي إيغاليو لكرة القدم في موسم 2000–01 ليلعب معه ستة مواسم، حيث شارك في 138 مباراة سجل خلالها 12 هدفًا. لينتقل بعدها إلى نادي كيلمارنوك في موسم 2005–06 لمدة موسم واحد، لم يشارك في أي مباراة ولم يسجل أي هدف. ثم انتقل إلى نادي لاريسا في موسم 2006–07 واستمر معه طيلة ثلاثة مواسم، مشاركًا في 67 مباراة سجل خلالها 7 أهداف. هذا وانتقل لاحقًا إلى نادي باوك في موسم 2009–10 ليلعب معه أربعة مواسم، مشاركًا في 88 مباراة سجل خلالها 7 أهداف أيضًا. ثم انتقل بعدها إلى نادي أتروميتوس في موسم 2013–14 لمدة موسم واحد، مشاركًا في 6 مباريات ولم يسجل أي هدف. ليعود وينتقل من جديد، لكن هذه المرة إلى نادي بانيتوليكوس في موسم 2014–15 لمدة موسم واحد، مشاركًا في 26 مباراة سجل خلالها هدفًا واحدًا. لينتقل بعدها إلى Panthrakikos F.C. ‏ في موسم 2015–16 لمدة موسم واحد، مشاركًا في مباراة ولم يسجل أي هدف. ثم لعب في نادي باناتشايكي ‏ في موسم 2016–17 ولمدة موسمين، مشاركًا في 52 مباراة سجل خلالها 8 أهداف.

## روابط خارجية
- غيورغيوس فوتاكيس على موقع الاتحاد الدولي (مؤرشف)  (الإنجليزية)
- غيورغيوس فوتاكيس على موقع الاتحاد الأوربي (الإنجليزية)
- غيورغيوس فوتاكيس على موقع اتحاد تركيا (لاعب) (الإنجليزية)
- غيورغيوس فوتاكيس على موقع قاعدة بيانات كرة القدم.إي يو (الإنجليزية)
- غيورغيوس فوتاكيس على موقع ناشيونال فوتبول تيمز (الإنجليزية)
- غيورغيوس فوتاكيس على موقع Soccerbase.com (لاعب) (الإنجليزية)
- غيورغيوس فوتاكيس على موقع Soccerway.com (الإنجليزية)
- غيورغيوس فوتاكيس على موقع عالم كرة القدم.نت (الإنجليزية)
- غيورغيوس فوتاكيس على موقع أوليمبيديا (الإنجليزية)